# NGC 7012
NGC 7012 (również PGC 66116) – galaktyka eliptyczna (E), znajdująca się w gwiazdozbiorze Mikroskopu. Odkrył ją John Herschel 1 lipca 1834 roku.